# Горностаєв Євген Вікентійович
Євген Вікентійович Горностаєв (1914, Луганськ — 15 червня 2004, Херсон) — український краєзнавець, колекціонер. Почесний громадянин міста Херсона (1998).

## Життєпис
Народився у січні 1914 року в Луганську в сім'ї службовця. Того ж року сім'я переїхала до м. Херсона. Був свідком двох світових війн. У Херсоні Євген Вікентійович закінчив семирічну школу, потім — ремісниче училище і Херсонський машинобудівний технікум. Пережив голод у 20-30-і роки, воєнне лихоліття, окупаційний режим в Херсоні, примусове вивезення на роботу до нацистської Німеччини, підневільну працю  в Третьому Рейху. Після визволення брав участь у відбудові міста.
Після закінчення Херсонського машинобудівного технікуму працював на заводах імені Петровського та карданних валів. З 10-річного віку займається колекціонуванням. Склав історію заводу карданних валів. Після виходу на пенсію почав займатися краєзнавством, досліджувати історію міста Херсона.
У 1997 р. Державний архів Херсонської області утворив особистий фонд Є. В. Горностаєва як визнаного краєзнавця.
Помер в Херсоні 15 червня 2004 року.

## Творчий доробок
На підставі особистих вражень, спогадів херсонців, архівних документів, інших джерел Є. В. Горностаєв написав багато краєзнавчих робіт, публікацій в місцевій пресі: «Забалка. Страницы истории одного из районов Херсона», «Площадь Свободы», «По страницам истории православных церквей Херсона», «Довідник старих і нових назв вулиць Херсона». Через три роки після смерті Євгенія Вікентійовича на кошти шанувальників було видано його багаторічну працю під назвою «Улица Суворова. Суворовская: нетленная история края». 
Колекція листівок, конвертів, значків, марок, присвячених Херсону, яку Євген Вікентійович збирав з молодих років, неодноразово експонувалась на виставках у краєзнавчому музеї.
Фонди о6ласної універсальної наукової бібліотеки імені Олеся Гончара містять чимало рукописних матеріалів краєзнавця-дослідника, які він подарував у 90-ті роки ХХ століття.

## Відзнаки
Рішенням III сесії Херсонської міської ради ХХІІІ скликання від 12 червня 1998 року за вагомий внесок в дослідницьку краєзнавчу роботу Горностаєву Євгену Вікентійовичу присвоєно звання «Почесний громадянин міста Херсона».